# Paul Moriarty
William Paul Moriarty (Swansea, 16 de julio de 1964) es un exjugador británico de rugby y rugby League que se desempeñaba como segunda línea.

## Selección nacional
Debutó en los Dragones rojos en febrero de 1986 y jugó con ellos hasta el Torneo de las Cinco Naciones 1988 que ganaron Gales y Francia. En total jugó 21 partidos y marcó cuatro tries (16 puntos de ese entonces).

### Participaciones en Copas del Mundo
Disputó la Copa del Mundo de Nueva Zelanda 1987 donde los dragones rojos obtuvieron la tercera posición siendo la mejor participación de Gales en la copa mundial.
| Mundial                       | Sede          | Resultado     | PJ | Tries |
| ----------------------------- | ------------- | ------------- | -- | ----- |
| Copa Mundial de Rugby de 1987 | Nueva Zelanda | Tercer puesto | 6  | 1     |

## Rugby League
Moriarty dejó el rugby 15 para jugar profesionalmente al rugby 13 en 1988. En el rugby league llegó a representar a la Selección de rugby a 13 de Gales y disputó dos copas Mundiales.

### Clubes
| Club           | País       | Año         |
| -------------- | ---------- | ----------- |
| Widnes Vikings | Inglaterra | 1988 - 1994 |
| Halifax RLFC   | Inglaterra | 1994 - 1996 |